# Lycée Marguerite-de-Navarre
 (juin 2016).
Pour les articles homonymes, voir Marguerite de Navarre et Margot.
Le lycée Marguerite-de-Navarre est un établissement d'enseignement secondaire d'enseignement général et technologique. En 1964, le conseil municipal de la ville de Bourges, proposa le nom de Berthe Morisot pour ce lycée. Ce nom a cependant été rejeté par le Conseil d'enseignement et c'est le conseil d'administration du lycée qui a nommé cet établissement Marguerite-de-Navarre. Marguerite de Navarre (1492-1549) était une grande femme de lettres ainsi que la sœur de François Ier. 
Ce lycée est situé à proximité du centre-ville de Bourges et le long du canal du Berry.

## Histoire du lycée
Le lycée Marguerite-de-Navarre est l’un des lycées du Cher (le département du Cher appartient à la région Centre-Val de Loire et à l’académie d’Orléans-Tours), il est situé à Bourges (le chef-lieu de département), rue de Vauvert, possède un internat qui était auparavant un internat de jeunes filles. Cet internat a été construit selon les directives de Jacques Barge, de 1950 à 1952. C'est en cette période délicate d'après-guerre que l'internat de Vauvert a vu le jour, il s'agissait de construire un bâtiment à la fois soigné et économique. À l'origine, cet établissement était un collège et le collège Vauvert est ensuite devenu un lycée, le 3 octobre 1921. L'internat de Vauvert est le premier établissement scolaire réalisé dans le cadre d'un programme hygiéniste des constructions scolaires établis par le ministère de l’Éducation nationale de l'époque (instructions du 28 janvier 1949).
Une synthèse de l'histoire du lycée se trouve sur son site.

## Architecture
L'architecture de l'internat, conçu par l'architecte berrichon Jacques Barge au milieu du XXe siècle et inscrit comme monument historique le 28 juin 2001, est en forme de peigne, ce qui facilite la surveillance et l'économie d'exploitation. La façade est remplie d'une multitude de formes géométriques diverses et variées telles que des verticales, des horizontales, des pleins, des vides, des reliefs et des oppositions entre surfaces. La tâche du décor a été confiée par l'architecte et la directrice aux professeurs de l'École des arts appliqués de Bourges qui ont tenu à rester dans le cadre de la pédagogie en évoquant de multiples femmes importantes dans la nation française. Les céramistes de la Borne, Jean et Jacqueline Lerat, ont conçu 41 médaillons de terre cuite représentant chacun une femme célèbre. Une toile d'Henri Malvaux est également présente à l'intérieur, représentant des jeunes femmes dans un verger.

## Le lycée
Le lycée Marguerite-de-Navarre possède plusieurs options qui lui permet de se différencier des autres lycées de Bourges.[réf. nécessaire]
Le lycée possède trois langues LV3 (langue vivante 3) qui sont propres à Marguerite-de-Navarre ainsi que les autres langues plus connues et les langues mortes : 
- italien
- chinois
- russe
- espagnol
- une section espagnol euro est aussi présente
- anglais

- allemand
- latin
- grec

Le lycée possède deux autres options :
- cinéma-audiovisuel

Le lycée participe aussi à des concours tels que le Rallye Maths, mais aussi des concours où les professeurs décident d'inscrire leurs élèves, comme écrire des petites nouvelles en italien, le CNRD (Concours national de la résistance et de la déportation), etc.
Les professeurs sont environ 95 et les élèves sont au nombre de 1040 pour l'année 2023-2024.
Les élèves sont répartis en plusieurs filières qui sont les suivantes :
- Les secondes qui sont au nombre de 402 élèves qui comportent 10 classes
- Les premières sont divisés en 2 filières différentes :
  - Les 1re Générale qui sont répartis sur 7 classes
  - Les 1re STMG qui sont répartis sur 3 classes
- Les terminales sont divisés en 2 filières avec en plus dans ce lycée des BTS communication 
  - Les Terminales Générale qui sont répartis sur 7 classes
  - Les Terminales STMG qui sont répartis sur 3 classes
  - Les BTS sont répartis sur 2 classes (BTS 1 et 2)

Le lycée Marguerite-de-Navarre comporte un restaurant scolaire et un internat qui accueille les élèves de Marguerite-de-Navarre mais aussi ceux du lycée de Vauvert, situé tout près. Il possède aussi une cafétéria géré par la Maison des Lycéens.

## Anciens élèves
- Florent Marchet : auteur-compositeur-interprète
- Pierre Jarmuzynski : footballeur à l'US Sancerre
- Christophe Carpe : avocat
- Yann Galut : ancien député et maire de Bourges
- Loïc Kervran : député du Cher

## Anciens professeurs
- Gianni Bigot : auteur du roman Faustino.
- François Coudray[5] : auteur et poète. Il a écrit notamment le recueil Une montagne.
- Jean Hyppolite : philosophe.
- Christine Kossaifi : helléniste.
- Romain Migus[réf. souhaitée] : sociologue.
- Stéphane Muzelle, professeur d’histoire-géographie, auteur de 100 fiches d’histoire du Moyen Âge, Bréal, 4e édition, 2017.
- Simone Weil : philosophe.

## Personnel de direction
Directrice du lycée, Yvonne Cordillot sera par la suite la première directrice du Foyer des lycéennes (Paris) à partir de 1954.

## Margot Festival
Le lycée Marguerite-de-Navarre organise tous les ans un festival, le « Margot Festival » (« Margot » est le surnom attribué au lycée). Ce festival se déroule une semaine avant les vacances de Noël. Il se déroule toute la semaine entre 12 h et 14 h. Un programme est affiché dans le lycée afin de connaître les groupes qui se présentent. Il s'agit d'élèves du lycée qui peuvent chanter, danser, faire de la musique, être DJ ou jouer des pièces humoristiques. Le Margot Festival se déroule dans la salle Simone Weil, qui a été professeur de 1935 à 1936 au lycée, qui n'était pas encore situé rue de Vauvert.